# Astra 1D
Astra 1D luxemburgi kommunikációs műhold. SES Astra 4. műholdja.

## Küldetés
Elősegíteni a rádió- és televíziócsatornák kisméretű parabolaantennával történő analóg vételét. Az első igazi (Európában még nem volt elterjedt a digitális televíziózás) digitális műhold.

## Jellemzői
Gyártotta a Hughes SC, üzemeltette a Société Européenne des Satellites-Astra (SES Astra) Európa 3. műhold üzemeltető magáncége. Kezdetben tartalék űreszközként szolgált, ezért pozícióját több alkalommal megváltoztatták. 2004 szeptemberétől főadóként szolgált.
Megnevezései:  COSPAR: 1994-070A; SATCAT kódja: 23331.
1994. november 1-jén a Guyana Űrközpontból, az ELA–2 jelű indítóállványról egy Ariane–4 (42P V69) hordozórakétával állították közepes magasságú Föld körüli pályára (MEO = Medium Earth Orbit). Az orbitális pályája 1436,13 perces, 5.79° hajlásszögű, Geoszinkron pálya perigeuma 35 779 kilométer, az apogeuma 35 807 kilométer volt.
Alakja prizma, méretei 2,3 x2,5x 2,5 méter. Tömege 2924 kilogramm. Szolgálati idejét 12 évre tervezték. Három tengelyesen stabilizált (Nap-Föld érzékeny) űreszköz. 66 televíziós csatorna adását biztosította Nyugat-Európa és a Kanári-szigetek részére. Telemetriai szolgáltatását antennák segítik. Információ lejátszó KU-sávos, 24 (18 aktív+6 tartalék) transzponder biztosította Európa lefedettségét. Az űreszközhöz napelemeket rögzítettek (kinyitva 21 méter; 3 300 W), éjszakai (földárnyék) energia ellátását újratölthető kémiai, nikkel-hidrogén akkumulátorok biztosították. A stabilitás és a pályaelemek elősegítése érdekében (monopropilén hidrazin) gázfúvókákkal felszerelt.